# اثر باوشینگر

نمایش مشخصهٔ اصلی اثر باوشینگر در نمودار تنش-کرنش نمونه‌ای که ابتدا تحت کشش و پس از آن بلافاصله تحت فشار قرار می‌گیرد. قدر مطلق تنش تسلیم فشاری کمتر از تنش تسلیم کششی است.

اثر باوشینگر (به انگلیسی: Bauschinger effect) به جهت‌دار بودن کار سختی گفته می‌شود.
گرچه فلزات آنیل‌شده استحکام کششی و فشاری تقریباً یکسانی دارند، ولی اگر آن‌ها را تحت تغییر شکل پلاستیک با اعمال نیروی کششی یا فشاری قرار دهیم، به دلیل کار سختی، در جهت نیروی اعمالی استحکام‌شان افزایش یافته و در جهت عکس نیرو استحکام‌شان کاهش می‌یابد. این پدیده اولین بار توسط دانشمند آلمانی یوهان باوشینگر در نمونه‌های چدنی مطالعه شده و به نام وی اثر باوشینگر نامیده می‌شود. البته این اثر تنها به کاهش تسلیم محدود نبوده و تمام منحنی تنش-کرنش را تحت تاثیر قرار می‌دهد.
دلیل اصلی اثر باوشینگر ماهیت ناهمگن تغییر شکل پلاستیک است که باعث ایجاد تنش پسماند در ریزساختار و انباشتگی نابجایی‌ها می‌شود. همچنین مقاومت نابجایی‌های متحرک ایجادشده در فرآیند تغییر شکل پلاستیک در برابر لغزش در جهت‌های مختلف بلوری متفاوت است. در مواد چندبلوری که مرزدانه‌ها مانعی در برابر لغزش محسوب می‌شود، این اثر محسوس‌تر است.